# Attentat d'Omagh
L’attentat d’Omagh est un attentat à la voiture piégée mené par l'Armée républicaine irlandaise véritable, un groupe dissident de l'IRA provisoire opposé à l'accord du Vendredi saint, le samedi 15 août 1998 à 15 h 10 dans une rue commerçante à Omagh, dans le comté de Tyrone en Irlande du Nord. L'explosion fit 29 morts, et environ 220 blessés.

## L'attaque
À 14 h 30, soit 40 minutes avant l'explosion, la télévision publique d'Ulster reçoit un appel anonyme alertant sur l’imminence d’une explosion. La même alerte est répétée à la télévision une minute plus tard, puis peu après auprès d'une association caritative.
Le résultat fut le bouclage de toute la zone environnante au palais de justice, et les personnes s'y trouvant furent évacuées vers Market Street, à l'endroit où se trouvait précisément la voiture piégée. Le nombre de victimes fut ainsi augmenté.

## Réactions
L'attaque a été décrite par la BBC comme « la pire atrocité terroriste d'Irlande du Nord » et par le Premier ministre britannique Tony Blair comme un « acte de barbarie et de mal ». Les dirigeants du Sinn Féin, Gerry Adams et Martin McGuinness, ont condamné l'attaque et la RIRA elle-même.

## Victimes
Parmi les 29 victimes figuraient des gens de milieux bien différents : des protestants, des catholiques, un mormon, neuf enfants, une femme enceinte de jumeaux, avec sa mère et sa fille, deux touristes espagnols... Cet attentat a suscité une forte indignation internationale et locale contre la RIRA, ce qui a contraint l'organisation à présenter des excuses, même si elle rejette toujours le processus de paix et poursuit ses attaques meurtrières. 

La liste des victimes est la suivante (l'âge est indiqué entre parenthèses) :
Rocio Abad Ramos (23 ans)
- James Barker (12 ans)
- Fernando Blasco Baselga (12 ans)
- Geraldine Breslin (43 ans)
- Deborah Anne Cartwright (20 ans)
- Gareth Conway (18 ans)
- Breda Devine (20 mois)
- Oran Doherty (8 ans)
- Aidan Gallagher (21 ans)
- Esther Gibson (36 ans)
- Mary Grimes (65 ans)
- Olive Hawkes (60 ans)
- Julia Hughes (21 ans)
- Brenda Logue (17 ans)
- Anne McCombe (48 ans)
- Brian McCrory (54 ans)
- Samantha McFarland (17 ans)
- Sean McGrath (61 ans)
- Sean McLaughlin (12 ans)
- Jolene Marlow (17 ans)
- Avril Monaghan (30 ans)
- Mora Monaghan (18 mois)
- Alan Radford (16 ans)
- Elizabeth Rush (57 ans)
- Veda Short (56 ans)
- Philomena Skelton (39 ans)
-Bryan White (27 ans)
- Frederick White (65 ans)
- Lorraine Wilson (15 ans)

## Procès
En 2001, Colm Murphy (en) a été reconnu coupable dans le cadre de l'attentat. Après 14 ans de prison, il a été acquitté en 2010 lorsqu'il y a eu un deuxième procès.
Le neveu de Murphy a lui été disculpé de toutes les charges relatives à l'attentat le 20 décembre 2007 après avoir passé quatre ans en prison en détention provisoire.
Face aux multiples ratés de l’enquête, les familles s’orientent vers les tribunaux civils où elles obtiennent des réparations. Elles réclament aussi du gouvernement britannique une enquête publique sur les manquements de la police et du renseignement.  « Il y a eu au moins six alertes en Irlande du Nord dans les semaines précédant la bombe d’Omagh venant de groupes républicains dissidents. Le 4 août 1998, un coup de téléphone a été passé au poste de police d’Omagh pour prévenir qu’une attaque allait avoir lieu. Les renseignements britanniques savaient que les dissidents républicains étaient encore actifs », affirme l’avocat John Fox. L'ouverture de l’enquête est cependant refusée en 2013 par le gouvernement britannique. Les familles font appel devant la Haute Cour, qui accepte finalement cette requête en 2021.

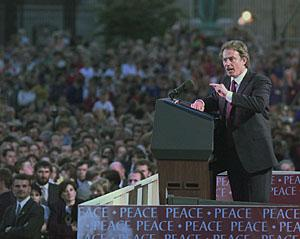
Le Premier ministre britannique Tony Blair  s'est rendu sur place quelques jours après l'attentat. Cette photo le montre lors d'un discours à Armagh le 3 septembre 1998.
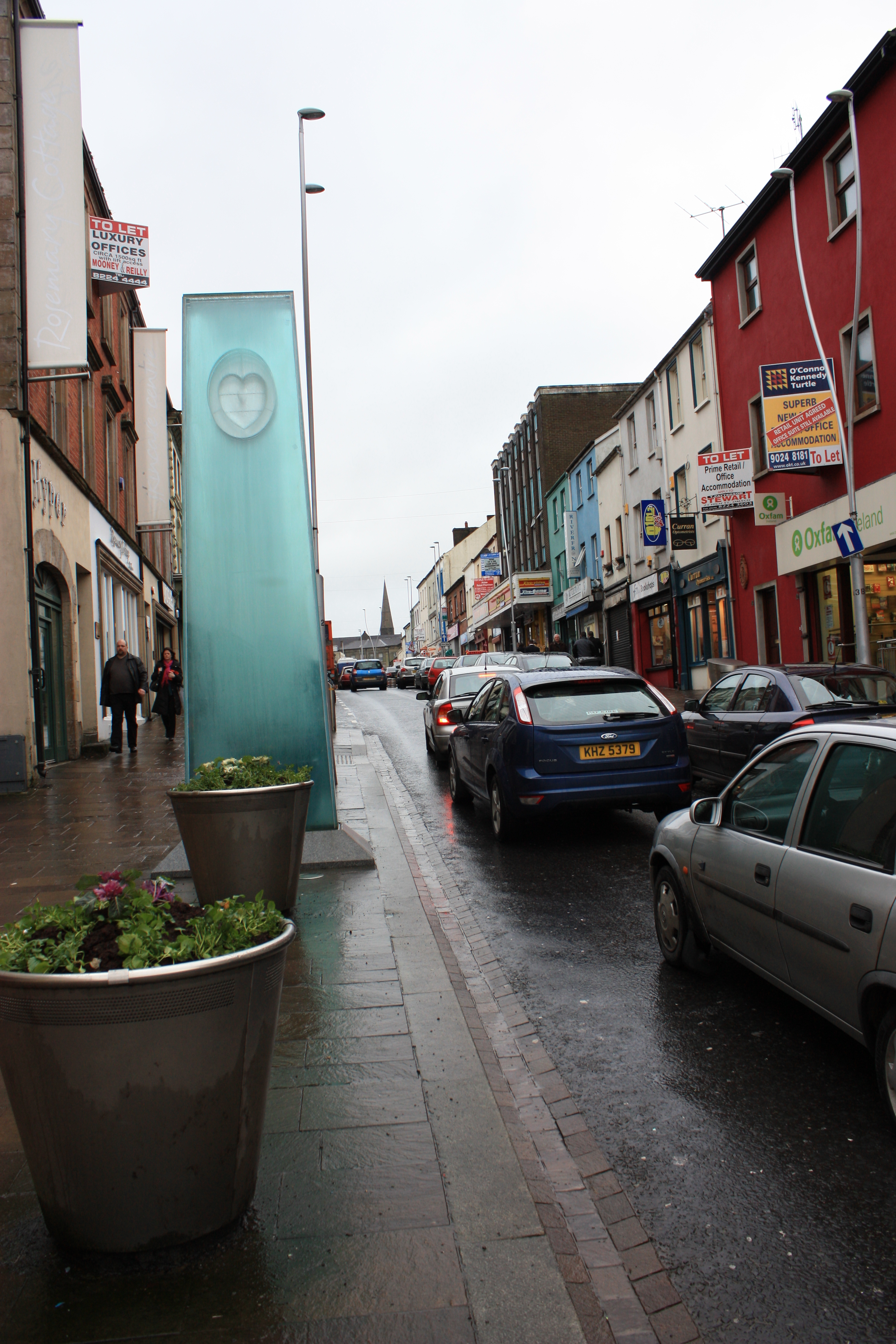
Mémorial de l'attentat.